# Jesús Álvarez Amaya
Jesús Álvarez Amaya (19 de noviembre de 1925 - 21 de junio de 2010) fue un pintor y artista gráfico mexicano, conocido principalmente por sus trabajos mural y gráfico como jefe del Taller de Gráfica Popular, que dirigió desde 1967 hasta su muerte. Sus murales se pueden encontrar en varias partes del país y su arte tiene principalmente temas sociales y políticos.

## Biografía
Jesús Álvarez Amaya nació el 19 de noviembre de 1925 en el barrio de La Merced en la Ciudad de México. Provenía de entornos modestos, trabajando como panadero en su juventud.
Estudió arte en la Escuela de Arte para Trabajadores y más tarde estudió con el destacado artista Ramón Alva de la Canal. Más tarde trabajó como asistente de Diego Rivera para el mural realizado en el Teatro Insurgentes, así como en el Estadio Olímpico de la Ciudad Universitaria.
Fue un comunista militante de toda la vida, involucrado en actividades principalmente a través del Taller de Gráfica Popular, por ejemplo, imprimiendo carteles durante el levantamiento estudiantil de 1968.Fue un gran lector que valoraba especialmente la poesía, y la de su amigo Jaime Sabines.También era fanático de Carlos Monsiváis.
Murió el 21 de junio de 2010 en la Ciudad de México de cáncer que no se pudo tratar debido a su avanzada edad.

### Carrera
Álvarez fue pintor y artista gráfico. Su primera exposición individual fue en 1951 en la Galería Comercial de Arte Moderno. Algunas de sus últimas exposiciones incluyen las del Salón de la Plástica Mexicana, del que fue miembro. Sus obras se pueden encontrar en varias colecciones, incluida la de la Colección Blaisten y la Fundación Cultural Pascual. Los de la última colección fueron donados por el artista durante la huelga de trabajadores de Pascual Boing de 1982, que finalmente llevó a que los empleados se apoderaran de la empresa.
Su pintura más conocida es la obra mural, que en su mayoría tiene temas políticos y sociales. Tuvo su primer contacto con la pintura mural en la sede de la Armada Mexicana, donde pintó una parte del cielo en un mural. Trabajando con Rivera, Álvarez pintó el rostro de Miguel Hidalgo en el mural del Teatro Insurgentes. Su primer mural en solitario se hizo en 1950 relacionado con el Popol Vuh en el comedor del Hotel Maya-Land en Chichén Itzá. A partir de 1955 pintó murales como "Hidalgo en el pretérito, presente y futuro de México", en Mexicali, "El hombre nuevo", en Misantla, y "Benito Juárez", en Martínez de la Torre, Veracruz. Su último mural fue "La comunicación postal" en la Biblioteca Vicente Guerrero de la Ciudad de México, que mide 80 m². Fue una recreación realizada en 2006 de un mural que hizo originalmente para el Centro Postal Mecanizado México en 1974, pero fue destruido en 2004.
Su trabajo más prolífico fue en gráficos como miembro del Taller de Gráfica Popular. Se convirtió en miembro en 1955, en un momento en que muchos de los artistas mayores se iban. A finales de la década de 1950 y 1960, el Taller quedó abandonado. En 1967, Álvarez y otros artistas decidieron reactivar la organización, obteniendo las claves de la instalación, rehabilitándola y trabajando para atraer a jóvenes artistas. Fue coordinador provisional general del Taller de 1967 a 1987, cuando se autodenominada coordinador vitalicio. Durante el levantamiento estudiantil de 1968 Álvarez lideró al grupo en su creación de cientos de carteles. Esto llevó a la represión del grupo, pero pudieron reabrir en 1969, con la organización incluyendo escritores y artistas como Jaime Sabines, Rubén Salazar Mallén, Efraín Huerta, Thelma Nava, Roberto López Moreno, Xorge del Campo, Dionicio Morales, Gerardo de la Torre, René Avilés Fabila y Manuel Blanco. La organización volvió a declinar en la década de 1970 y tuvo que reubicarse varias veces. Mantuvo los archivos del Taller, a menudo con su propio dinero hasta que el alcalde de la Ciudad de México, Cuauhtémoc Cárdenas, regaló el edificio donde hoy se encuentra el Taller.
En 1955 fundó la Escuela de Artes Plásticas José Clemente Orozco en Mexicali.
Ganó tres premios de adquisición y tres becas por su trabajo.

## Obra
Las artes de Álvarez estaban principalmente vinculadas a causas sociales y políticas. Fue uno de los últimos muralistas en la tradición de David Alfaro Siqueiros y Diego Rivera, promoviendo el muralismo mexicano a lo largo de su vida, incluso después de que hubiera caído en desgracia [Su trabajo gráfico estaba vinculado principalmente al Taller de la Gráfica Popular. Pintó lienzos, así como murales. Entre sus obras en lienzo, destacan sus autorretratos, junto con los de Emiliano Zapata.